# ولایت سادو

ولایت سادو (به ژاپنی: 佐渡国 Sado no kuni) یکی از ولایت‌ها در تقسیم‌بندی کشوری قدیم ژاپن بود.